# HD 77087
HD 77087，又名CD-28 6793，SAO 176789、HR 3585，是一颗恒星，视星等为6.25，位于銀經253.67，銀緯11.13，其B1900.0坐标为赤經8h 55m 1s，赤緯-28° 11.13′ 4″。